# Koralówka zielonowierzchołkowa
Koralówka zielonowierzchołkowa (Ramaria apiculata (Fr.) Donk) – gatunek grzybów należący do rodziny siatkoblaszkowatych (Gomphaceae).

## Systematyka i nazewnictwo
Pozycja w klasyfikacji według Index Fungorum: Ramaria, Gomphaceae, Gomphales, Phallomycetidae, Agaricomycetes, Agaricomycotina, Basidiomycota, Fungi.
Po raz pierwszy opisał go w 1818 r. Elias Fries, nadając mu nazwę Clavaria apiculata. W 1933 r. Marinus Anton Donk przeniósł go do rodzaju Ramaria. Niektóre inne synonimy:
- Clavaria apiculata var. brunnea R.H. Petersen 1972
- Ramaria apiculata var. brunnea R.H. Petersen 1972
- Ramaria apiculata var. compacta (Bourdot & Galzin) Corner 1950

Feliks Kwieciński w 1896 r. nadał mu polską nazwę goździeniec spiczasty, Stanisław Chełchowski w 1898 r. goździeniec śpiczasty, Władysław Wojewoda w 2003 r. zmienił je na koralówka zielonowierzchołkowa.

## Morfologia
Owocnik
Krzaczkowaty i koralowaty o wysokości 7–15 cm i szerokości 5–10 cm. Część trzonowa krótka, zaraz nad ziemią rozgałęziająca się na liczne i nieco spłaszczone ramiona, te z kolei rozgałęziają się na cienkie gałązki z 2-3 krótkimi wierzchołkami w kształcie litery V. Część dolna ma barwę ciemnoochrowobrązową, ramiona jasnoróżowoochrową, ochrową lub żółtokremową, wierzchołki są białawe, czasami zielonkawe, ale zawsze jaśniejsze od ramion. Z podstawy wyrastają białe, silne ryzomorfy.
Miąższ
O podobnej barwie jak powierzchnia, o niewyraźnym zapachu i gorzkawym smaku.
Gatunki podobne
Koralówka zielonawa (Phaeoclavulina abietina) po uciśnięciu zielenieje, koralówka sosnowa (Phaeoclavulina eumorpha) nie ma zielonkawych wierzchołków, koralówka sztywna (Ramaria stricta) rozwija się na drewnie drzew liściastych, nie ma zielonych wierzchołków, a po uciśnięciu zmienia kolor na rdzawy.
Cechy mikroskopowe
Bazydiospory (według Petersena) 8,5–11,0 × 4,1–5,2 μm, Q średnio = 2,02 μm, cylindryczne do wąsko jajowatych lub elipsoidalnych, cornamentowane bardzo małymi, cyjanofilnymi, gęsto rozproszonymi, niskimi brodawkami, często w liniach. Strzępki generatywne w części trzonowej i w ryzomorfach dwóch typów: a) gęsto splecione, o średnicy 2,5–4,0 µm, cienkościenne, szkliste i zwykle z widocznymi, delikatnie nabrzmiałymi sprzążkami o średnicy około 13 μm, b) rzadkie strzępki szkieletowe z generatywnymi fragmentami, o średnicy 3,2–4,5 μm i długości 1000 μm.

## Występowanie i siedlisko
Występuje w Ameryce Północnej, Europie i Azji. W Polsce W. Wojewoda w 2003 r. przytoczył 5 stanowisk, w późniejszych latach podano następne.
Grzyb mykoryzowy występujący w lasach iglastych i mieszanych. Rozwija się na próchniejącym drewnie i korze, zwłaszcza sosen i świerków.